# 農業部花蓮區農業改良場
農業部花蓮區農業改良場（簡稱花蓮區農改場、花蓮場、花改場），為中華民國農業部下的四級機關，負責花蓮縣、宜蘭縣農業試驗應用。

## 沿革
- 1910年2月9日台灣總督府成立花蓮港蓮鄉荳蘭社移民指導所。
- 1911年8月將荳蘭移民指導所改名為吉野村移民指導所。
- 1917年6月30日改隸花蓮港廳，成為花蓮港廳農會農場。
- 1939年成立花蓮港廳農事試驗場。
- 1950年改組為臺灣省花蓮區農林改良場，直屬臺灣省政府農林廳。
- 1960年改名臺灣省花蓮區農業改良場。
- 1986年7月，原隸桃園區農業改良場之蘭陽分場改隸本場。
- 1999年7月1日精省後，改隸行政院農業委員會，更名為「行政院農業委員會花蓮區農業改良場」。
- 2023年8月1日起隨農委會升格為農業部，更名為「農業部花蓮區農業改良場」。

## 組織
- 場長
  - 副場長
    - 秘書

業務單位
- 作物改良科
- 作物環境科
- 農業推廣科

附屬單位
- 蘭陽分場（位於宜蘭縣三星鄉）
- 有機農業研究中心

行政單位
- 秘書室
- 主計室
- 人事室

## 外部連結
- （繁體中文）（英文）農業部花蓮區農業改良場 （页面存档备份，存于）